# クレストコンサルティング
株式会社クレストコンサルティング（英称：CREST CONSULTING,LTD.）は、1989年に設立し、マニュアル作成からマニュアルコンサルティング全般を行っている会社。
本社は東京都千代田区に所在。

## 沿革
- 1989年（平成1年)
  - 7月 マニュアル作成会社として設立。
- 2015年（平成27年)
  - 1月 一般財団法人日本情報経済社会推進協会(略称 JIPDEC)よりプライバシーマーク取得
- 2017年（平成29年)
  - 12月 「東京ライフ・ワーク・バランス認定企業」に選出